# BrezzaSoft
 (juin 2018).
Si vous disposez d'ouvrages ou d'articles de référence ou si vous connaissez des sites web de qualité traitant du thème abordé ici, merci de compléter l'article en donnant les références utiles à sa vérifiabilité et en les liant à la section « Notes et références ».
 (décembre 2019).
BrezzaSoft Corporation (株式会社ブレッツアソフト) est une société créatrice de jeux vidéo et de logiciels basée à Toyotsu-cho, Suita, Ōsaka au Japon et fondée le 1er septembre 2000.

## Historique
La société BrezzaSoft Corporation développe son activité, le secteur le jeu vidéo d'arcade et fondée le 1er septembre 2000 par Eikichi Kawasaki.
Dès qu'Aruze, un très gros fabricant de pachinkos ayant racheté SNK à l'époque en difficulté financière, commence à délaisser SNK et les jeux vidéo pour seulement profiter des licences de l'entreprise, Eikichi Kawasaki sent que SNK n'a plus longtemps à vivre et quitte le groupe qu'il a fondé pour monter BrezzaSoft. Après l'effondrement de la société SNK le 30 octobre 2001,,,,,,, une grande partie des développeurs de la société dissoute vont émigrer pour rejoindre la société BrezzaSoft.
BrezzaSoft rachète la quasi-totalité des droits intellectuels concernant les jeux SNK.
En octobre 2002, BrezzaSoft a fusionné avec Sun Amusement, eux-mêmes acquis par Playmore Corporation, réunissant l'ancien personnel de SNK et fournissant à Playmore des ressources de développement internes.

## Réalisation
- Crystal System : Ce système a bénéficié d'une durée de vie très courte et possède des jeux comportant des graphismes 2D très poussés.